# Mistrzostwa Świata w Pięcioboju Nowoczesnym 1971
Mistrzostwa Świata w Pięcioboju Nowoczesnym 1971 – 18 edycja mistrzostw odbyła się w San Antonio.

## Klasyfikacja medalowa
| Lp. | Państwo           | złoto | srebro | brąz | Razem |
| --- | ----------------- | ----- | ------ | ---- | ----- |
| 1.  | ZSRR              | 2     | 0      | 0    | 2     |
| 2.  | Węgry             | 0     | 2      | 1    | 3     |
| 3.  | Stany Zjednoczone | 0     | 0      | 1    | 1     |

## Medaliści

### Mężczyźni
| Złoto                                                           | Srebro                                                    | Brąz                                                            |
| Indywidualnie                                                   |                                                           |                                                                 |
| Borys Oniszczenko                                               | Zsigmond Villányi                                         | András Balczó                                                   |
| Drużynowo                                                       |                                                           |                                                                 |
| ZSRR · Leonid Ivanov · Siergiej Łukianienko · Borys Oniszczenko | Węgry · Zsigmond Villányi · Péter Kelemen · András Balczó | Stany Zjednoczone · Loren Drum · Charles Richards · Donald Roth |